# EuroTAP
EuroTAP (staat voor European Tunnel Assessment Programme) is een Europees consortium van 17 auto- en toerclubs, waaronder de ANWB uit Nederland en Touring uit België. Vrijwel jaarlijks worden tunnels geïnspecteerd en beoordeeld op onder meer veiligheid.
De testen hebben er mede toe geleid dat de Europese ministerraad voor transport in 2004 de EU-richtlijnen tunnels heeft opgesteld.